# Ortotika
Ortotika je veda o ortopedskih napravah in njihovi uporabi. Ortopedsko pomagalo, ki vodi, podpira, sprošča ali stabilizira del telesa, preprečuje in odpravlja nepravilnosti ali izboljšuje funkcije mišično skeletnega sistema, se imenuje ortoza.